# Vlagtwedde
Vlagtwedde (anhörenⓘ) ist ein Ort und eine ehemalige Gemeinde in den Niederlanden, Provinz Groningen.

## Die wichtigsten Orte (von Nord nach Süd)
- Vlagtwedde
- Bourtange
- Jipsinghuizen
- Sellingen, wo sich die Gemeindeverwaltung befindet
- Ter Apelkanaal
- Ter Apel

## Geschichte
Die Gemeinde liegt im alten sächsischen Gau Westerwolde. Dieses Gebiet gehörte von 1252 bis 1559 dem Bistum Münster, 1560 bis 1617 der Grafschaft Aremberg und ab 1619 der Stadt, und später der Provinz Groningen an. Praktisch hatte die Stadt Groningen aber schon ab etwa 1450 die Macht über Westerwolde.
Bourtange, gelegen auf einer "Tange", einem Sandrücken, war schon im Mittelalter strategisch von großer Bedeutung. Es war der einzige Durchgang auf dem Weg durch das Bourtanger Moor zwischen Groningen und Lingen und weiter nach Westfalen.
Als im Achtzigjährigen Krieg den Spaniern die Stadt Groningen durch Verrat in die Hände fiel, ließ Wilhelm von Oranien Bourtange zu einer starken, für damalige Begriffe modernen Festung ausbauen. Diese wurde 1619 nochmals erneuert. Der Bischof "Bommen-Berend (Bomben-Bernd)" von Münster, Christoph Bernhard von Galen vermochte im Krieg von 1672 Bourtange nicht zu erobern.
Die Festung wurde 1851 aufgehoben. Im Rahmen der Wirtschaftsförderung der Gegend, die nach dem Zweiten Weltkrieg durch hohe Arbeitslosigkeit sehr arm zu werden drohte, wurde Bourtange ab 1972 als Touristenziel und historisches Denkmal eingestuft und mit großer Sorgfalt rekonstruiert.

## Lage und Wirtschaft
Die aus holländischer Sicht sehr entlegene Gemeinde bildet den südöstlichen Zipfel der Provinz Groningen und wird von der Provinz Drenthe und dem deutschen Emsland bei Rütenbrock (Bundesland Niedersachsen) begrenzt.
Die nächste Autobahn ist die deutsche A 31 (Ausfahrten 17 und 19) Grenzübergang Rütenbrock über die Bundesstraße B408. Ter Apel ist nur mit einem Bus aus Emmen oder Groningen (Fahrtdauer 1 bis 1,5 Stunden) erreichbar.
Von alters her wird dieses Gebiet von der Landwirtschaft gekennzeichnet. Aber die Anwesenheit einiger Natur- und Kulturdenkmäler hat den Tourismus stark gefördert. Die Gemeinde versucht auch, kleine, vor allem deutsche, Industrie- und Großhandelsunternehmen anzulocken, vor allem wegen der Lage nahe einer wichtigen deutschen Fernstraße.
In Ter Apel steht ein großer Gebäudekomplex, in dem Asylbewerber, die des Landes verwiesen werden sollen, in Abschiebehaft verbleiben. Es ist das größte Abschiebungszentrum der Niederlande.

## Sehenswürdigkeiten
- Die von kleinen Waldstücken, Äckern und dem Bach Ruiten A gekennzeichnete Landschaft ist bei Naturfreunden beliebt. Man kann hier schöne Wanderungen und Radtouren, auch ins benachbarte Emsland machen.
- Parc Emslandermeer, Ferienpark mit Yachthafen, subtropischem Badeparadies und zahlreichen Sporteinrichtungen.
- Das Museumkloster in Ter Apel
- Das neue, vor allem für Kinder von 6 bis 12 Jahre gedachte Naturerlebniszentrum "Wonderwereld" (= Wunderwelt), einige hundert Meter südlich des Klosters bei Ter Apel.
- Die alte, zwischen 1973 und 1992 völlig restaurierte Festung Bourtange, mit vier kleinen Museen, zwei Restaurants und einigen Antiquitäten- und Souvenirläden. Man kann auf der Gracht, welche die Festung umgibt, Kanu fahren. Jedes Jahr spielen Akteure dort alte Schlachten aus dem 16. oder 17. Jahrhundert nach. Auch werden jeden Sommer mehrere touristische Märkte veranstaltet.
- Sellingen hat eine mittelalterliche Dorfkirche aus dem 13. Jahrhundert.

## Politik

### Sitzverteilung im Gemeinderat
| Partei                  | Sitze | Sitze | Sitze | Sitze |
| Partei                  | 2002  | 2006  | 2010  | 2014  |
| ----------------------- | ----- | ----- | ----- | ----- |
| Partij Gemeentebelangen | 3     | 4     | 5     | 5     |
| CDA                     | 5     | 3     | 3     | 4     |
| PvdA                    | 4     | 6     | 4     | 3     |
| VVD                     | 3     | 2     | 2     | 1     |
| GroenLinks              | 1     | 1     | 2     | 1     |
| PvdD                    | —     | —     | —     | 1     |
| ChristenUnie            | 1     | 1     | 1     | 1     |
| D66                     | 0     | —     | —     | 1     |
| Gesamt                  | 17    | 17    | 17    | 17    |

## Persönlichkeiten
- Anja Hazekamp (* 1968), Politikerin und Biologin
- Claudia Bokel (* 30. August 1973 in Ter Apel), deutsche Degenfechterin

## Gemeindepartnerschaften
Gemeindepartnerschaften bestehen mit der niedersächsischen Gemeinde Haren (Ems) und mit der französischen Gemeinde Andrésy.